# نرو ای‌جی
نِرُو ای جی (به انگلیسی: Nero AG)یک شرکت نرم‌افزاری کامپیوتر آلمانی است که به صورت تخصصی در زمینه نوشتن بر روی سی‌دی ، دی وی دی و دیسک بلو-ری فعالیت می کند. و در حال حاضرNero Burning ROM بهترین نرم‌افزار در این زمینه می باشد. محصول اصلی این شرکت که در سال ۲۰۱۵ با نام  نِرُو ۲۰۱۵ به بازار عرضه شد شامل نوشتن بر روی سی‌دی ، دی وی دی و دیسک بلو-ری، تبدیل انواع فایل ها، مدیریت رسانه ها و ویرایش فایلهای تصویری می باشد که به صورت سالیانه به روز می شود.